# Parks and Recreation
Parks and Recreation, auch als Parks & Recreation – Das Grünflächenamt bekannt, ist eine US-amerikanische Comedyserie aus der Feder der Produzenten Greg Daniels und Michael Schur, die zwischen 2009 und 2015 von NBC ausgestrahlt wurde. Im Zentrum der Handlung steht die ehrgeizige und liebenswürdige stellvertretende Leiterin des Grünflächenamts der fiktiven Stadt Pawnee im US-Bundesstaat Indiana namens Leslie Knope, die von Amy Poehler verkörpert wird.
Die Serie begleitet im Mockumentary-Stil den Alltag des Grünflächenamtes der Stadt, das für die Parks und Freizeiteinrichtungen zuständig ist. Die Autoren der Serie setzten sich zuvor intensiv mit der Kommunalpolitik im Bundesstaat Indiana auseinander und besuchten die dortigen Behörden, um ihre Serie vor einem realistischen Hintergrund aufzuziehen.
Die deutschsprachige Erstausstrahlung begann am 9. Mai 2012 beim Pay-TV-Sender Glitz*. Im Free-TV wurde die Serie ab dem 5. Juli 2013 bei Comedy Central ausgestrahlt, wo die ersten fünf Staffeln bis Mai 2014 im Free TV liefen.
Die Staffeln 6 und 7 hatten erst im Jahr 2018 Deutschland-Premiere auf dem Pay-TV-Sender Sky1.
Die Serie und vor allem ihre Protagonistin wurden mehrfach für verschiedene Fernsehpreise nominiert, darunter der Golden Globe Award und der Emmy. 2014 gewann Amy Poehler mit ihrer Rolle in der Serie schließlich den Golden Globe in der Kategorie Beste Serien-Hauptdarstellerin – Komödie oder Musical.

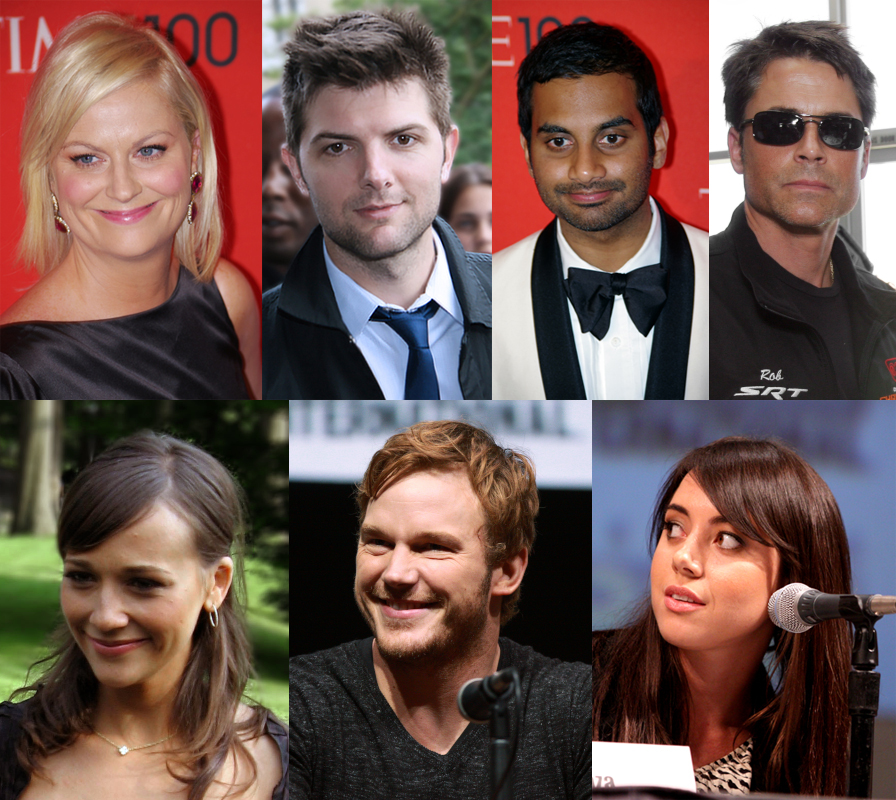
Hauptbesetzung der Serie: Amy Poehler, Adam Scott, Aziz Ansari, Rob Lowe, Rashida Jones, Chris Pratt, Aubrey Plaza (von oben links nach unten rechts)

## Handlung
Parks and Recreation zeigt den Alltag von Leslie Knope, der stellvertretenden Leiterin des Grünflächenamts der mittelgroßen Stadt Pawnee. Letztere leidet unter zahlreichen soziokulturellen und ökonomischen Problemen. So lautet etwa das Stadtmotto Platz eins bei der Freundschaft, Platz vier bei der Fettleibigkeit. Die Tatsache, dass Pawnee im US-Vergleich den vierten Platz im Übergewicht belegt, liegt auch daran, dass der in Pawnee ansässige Süßwarenkonzern Sweetums Hauptarbeitgeber der Stadt ist. Die frühe Geschichte der Stadt ist geprägt durch zahllose, grausame Kriege gegen amerikanische Ureinwohner. Zahlreiche Wandgemälde im Rathaus zeigen blutige Massaker an zumeist unbewaffneten Ureinwohnern. In den 1970ern wurde Pawnee kurzzeitig von einer Sekte regiert. Die Gläubigen nennen sich Vernunftionisten und erwarten die Ankunft des außerirdischen Gottes Zorp, die das Ende der Menschheit einläuten wird. Es gibt noch immer Anhänger des Glaubens, die sich regelmäßig zu Weltuntergangspartys treffen. Die Vernunftionisten sind dabei eine Anspielung auf die Church of Scientology.
Leslie stellt in ihrer Behörde eine Besonderheit dar. Keiner ihrer fünf Kollegen in der Abteilung ist so engagiert wie sie, insbesondere ihr Vorgesetzter Ron Swanson sitzt als Anhänger des Libertarismus im Büro nur seine Arbeitszeit ab oder arbeitet gar gegen die Regierung, während die übereifrige Leslie seine Aufgaben erledigt.

### Staffel 1
Zu Beginn der Staffel beschwert sich die Krankenschwester Ann Perkins auf einem Bürgerforum über eine Baugrube hinter ihrem Haus und fordert deren Versiegelung, da ihr Freund Andy Dwyer bereits dort hineinfiel und sich beide Beine brach. Leslie, unter Druck stehend, sagt unversehens zu, die Grube in einen Park zu verwandeln. Aller Bedenken ihrer Kollegen, so auch ihres Assistenten Tom Haverford und der Praktikantin April Ludgate, sowie nicht zuletzt der Ansicht Rons zuwider, gelingt es Leslie, das Projekt voranzutreiben. Mit der Hilfe des Stadtplaners Mark Brendanawicz, der selbst nicht an die Realisierung des Projekts glaubt und für den Leslie im Stillen Gefühle hegt, entwirft sie erste Pläne zur Ausgestaltung des Parks.
In der Folgezeit schlägt jedoch eine Werbekampagne für den Park fehl, da es auch in der Öffentlichkeit an Sympathie für das Projekt mangelt. Ein öffentliches Bürgerforum zum Thema entpuppt sich als Desaster, da alle Anwesenden offen gegen den Park wettern. Doch Resignation will nicht in Leslie aufkommen; sie brütet neue Strategien aus, wie sie ihr Projekt allen Gegnern zum Trotz in die Tat umsetzen kann. Ann, mit der sich Leslie im Laufe der Zeit immer mehr anzufreunden beginnt, setzt derweil ihren Freund Andy vor die Tür, nachdem sich herausstellt, dass dieser ihr zwei Wochen lang die Heilung seiner Brüche verschwieg, um sich weiter von ihr bedienen zu lassen.

### Staffel 2
Am Anfang der zweiten Staffel beendet Ann ihre Beziehung zu Andy und geht mit Leslies Einverständnis mit Mark aus. Toms Ehe mit der attraktiven, aus Kanada stammenden Ärztin Wendy entlarvt sich indes als Green-Card-Ehe mit dem Ziel, Wendy den permanenten Aufenthalt in den USA zu ermöglichen. In Tom, der Wendy insgeheim liebt, entstehen somit Verlustängste, der nahen Scheidung ins Auge blickend.
Unterdessen verletzen Leslie und Ann, inzwischen beste Freundinnen, bei dem Versuch die Baugrube auf eigene Faust aufzufüllen versehentlich Anns Ex-Freund Andy, der als Obdachloser in der Grube haust. Aus dem Unfall schlägt Leslie unversehens Kapital: Um einem Rechtsstreit mit der Stadtverwaltung vorzubeugen, setzt Andy Leslies Idee um und erpresst die Zuschüttung der Baugrube.
Als Mark Ann zur Verlobten machen will, gesteht diese ihm, dass sie keine Gefühle mehr für ihn hat. Mark verlässt daraufhin gekränkt die Stadt und taucht in der Serie nicht mehr auf. Die inzwischen in der Stadtverwaltung von Pawnee herrschende Finanzmisere sorgt dafür, dass in die Stadt zwei Steuerprüfer entsandt werden. Es handelt sich dabei um den aufgedrehten Chris Traeger und seinen Kollegen Ben Wyatt, die in Pawnee die Budgets kürzen sollen. Das Grünflächenamt wird bis auf weiteres stillgelegt, um Gelder einzusparen.
Andy entwickelt Gefühle für April, die jedoch davon nichts wissen will, solange er seiner Ex-Freundin Ann noch hinterhertrauert. Die Staffel endet damit, dass Tom seinen Chef Ron dabei entdeckt, wie dieser mit seiner Ex-Frau Wendy ein Verhältnis zu haben scheint.

### Staffel 3
Leslie entschließt sich, das abgesetzte Erntedankfest in Pawnee wiederzubeleben. Das Projekt soll die Tauglichkeit des Grünflächenamts unter Beweis stellen und dessen Erfolg über die zukünftige finanzielle Ausstattung der Behörde entscheiden. Während Leslie und Ben an dem Projekt arbeiten, kommen sie sich näher und entwickeln Gefühle füreinander. Nach Wochen der Planungen und allen voran dank Leslies Bemühungen wird das Erntedankfest ein voller Erfolg.
Ann und Chris beginnen eine romantische Beziehung, doch diese wird rasch durch Chris beendet, der beruflich zurück nach Indianapolis muss. Später kehrt er jedoch zurück nach Pawnee, da er den freigewordenen Posten als Stadtdirektor übernimmt. Auch Ben übernimmt einen Job in Pawnee und bleibt bei Leslie. Toms Ex-Frau Wendy trennt sich von Ron, weil sie nach Kanada zurückkehren möchte. Tom, der auf Ron eifersüchtig ist und von der Trennung zwischen Ron und Wendy nichts weiß, beginnt aus Rache eine Beziehung mit Rons zweiter Ex-Frau Tammy Zwei. Damit bringt er unbeabsichtigt Ron und Tammy wieder kurz zusammen. Unterdessen gelingt es Andy, April endgültig für sich zu gewinnen. Nach wenigen Wochen heiraten die beiden auf einer für die Gäste überraschenden Hochzeit.
Auch Leslie und Ben beginnen eine Liebesbeziehung, müssen diese aber geheim halten, da Chris Beziehungen am Arbeitsplatz verbietet. Tom beendet seinen Job im Grünflächenamt und gründet mit seinem Freund Jean-Ralphio und dessen Vermögen aus einer Erbschaft ein unrentables Unternehmen. Am Schluss der Staffel erhält Leslie die Gelegenheit, für den Stadtrat in Pawnee zu kandidieren. Als sie danach gefragt wird, verneint sie mögliche Skandale in ihrer Laufbahn und sieht dabei über die heimliche Beziehung zu Ben hinweg, da ein Sitz im Stadtrat immer ihr Traum war. In der letzten Szene der Staffel erfährt Ron davon, dass seine erste Ex-Frau Tammy Eins ihn im Rathaus besuchen kommt. Völlig entsetzt flüchtet er.

### Staffel 4
Mit Bens Einverständnis entschließt sich Leslie zur Stadtratswahl anzutreten und die beiden beenden ihre Beziehung. Leslie stellt Andy als ihren Assistenten an. Tammy Eins ergreift in der Zwischenzeit die völlige Kontrolle über Ron, bis er sich schließlich von ihr lösen kann. Das Unternehmen von Tom und Jean-Ralphio, Entertainment 720, geht aufgrund fehlender Einnahmen bankrott und Tom kehrt schließlich zum Grünflächenamt zurück.
Leslie und Ben geraten derweil immer wieder aneinander, da beide immer noch ineinander verliebt sind, dies jedoch aufgrund der Vorschriften unterdrücken müssen. Schlussendlich kommen sie doch wieder zusammen und ihr Verhältnis gerät an die Öffentlichkeit. Um Leslies Arbeitsplatz noch zu retten, gibt Ben seine Stelle bei der Stadtverwaltung schließlich auf. Der Skandal sorgt jedoch dafür, dass sich Leslies Wahlkampagnen-Team von ihr trennt. So willigt Ben ein, Leslies Wahlkampf-Manager zu werden. Unterstützung erhalten die beiden vom gesamten Team des Grünflächenamts ebenso wie von Chris. Zwischenzeitlich kehrt auch Leslies schüchterner Ex-Freund Dave zurück in die Stadt und startet einen vergeblichen Versuch, Leslie zurückzugewinnen.
Wesentlicher Bestandteil der Staffel sind die Auseinandersetzungen mit Leslies schärfstem Konkurrenten bei der Stadtratswahl, Bobby Newport sowie dessen bekannter Kampagnen-Managerin Jennifer Barkley. Letztere legt von Mal zu Mal gewieftere Tricks an den Tag, denen Leslie und Ben oftmals nicht gewachsen sind. Ann und Tom beginnen unterdessen eine romantische Beziehung mit Höhen und Tiefen. April, mehr Verantwortung tragend, übernimmt viele der Aufgaben Leslies, die diese aufgrund ihrer Kampagne nicht mehr selbst erledigen kann. Am Schluss der Staffel bietet Jennifer Ben einen Job in Washington, D.C., den er schlussendlich annimmt. Leslie gewinnt die Stadtratswahl nach Neuauszählung der Stimmen mit knappem Vorsprung.

### Staffel 5
Zu Beginn der fünften Staffel treten Ben und April, die er als seine Assistentin mitnimmt, ihre Stellen in Washington D. C. an. Leslie und Andy besuchen die beiden jedoch alsbald. In Pawnee tritt Leslie unterdessen ihre Stelle als Stadträtin an und eckt bei ihrer Arbeit immer wieder an einem ihrer Kollegen, dem snobistischen Stadtrat Jeremy Jamm, an. Dieser avanciert rasch zu Leslies Erzfeind, da er die meisten ihrer Projekte verhindert. Chris trainiert Andy zur Vorbereitung für dessen Polizistenkarriere, während Tom auf der Suche nach einer neuen Geschäftsidee ist. Ron, der über beide Tammys hinweggekommen ist, startet eine Beziehung mit Diane, einer Frau, der er bei der Bewältigung handwerklicher Tätigkeiten unter die Arme greift.
Jennifer bietet Ben im Anschluss an seine Tätigkeit für sie einen weiteren Job an, doch er lehnt ab und kehrt zu Leslie zurück. In der Folgezeit macht er Leslie einen Heiratsantrag, den sie überglücklich annimmt. Auf der Verlobungsfeier geraten Bens geschiedene Eltern mehrfach in Streit. April plant derweil die Umfunktionierung des Grundstücks der zugeschütteten Baugrube hinter Anns Haus in einen Hundepark, was zu Streit mit Leslie führt, die dort nach wie vor ihren eigenen Park realisieren will, doch die beiden vertragen sich wieder.
Unterdessen beginnt Tom als neueste Geschäftsidee, hochwertige Kleidung für Teenager zu verleihen. Ben, der Leslies Park-Projekt ebenfalls verwirklichen will, schlägt einen Architekten aus der Nachbarstadt Eagleton vor, mit der Pawnee seit jeher aufgrund der Vermessenheit seiner Bevölkerung auf Kriegsfuß steht. Leslie steht diesen Plänen skeptisch gegenüber. Ann entscheidet sich derweil, auch ohne festen Partner ein Kind zu bekommen und macht sich auf die Suche nach einem Samenspender. Leslie und Ben planen ein großes Event zur Suche von Unterstützern, um ihren Park in die Tat umzusetzen. Die beiden improvisieren am Abend des Events ihre Hochzeit, die vom alkoholisierten Jamm ruiniert wird.
Andy scheitert bei der Aufnahmeprüfung der Polizei und Ann beginnt Chris als Samenspender für ihr Baby ins Auge zu fassen. Jerry geht derweil offiziell in Rente und arbeitet anschließend nur noch wenige Stunden pro Woche im Grünflächenamt. Leslie belasten in der Folgezeit die Konflikte mit Jamm immer weiter; er ist es, der dafür sorgen will, dass sie ihres Amtes entbunden wird, was ihm jedoch nicht gelingt. Ben erhält eine Stelle als Vorsitzender des Stiftungsrates des lokalen Süßwarenproduzenten Sweetums und beschäftigt Andy als seinen Assistenten. Ein Unbekannter bietet Tom eine große Summe für sein Geschäft, welche Tom jedoch ablehnt.

## Figuren

### Grünflächenamt

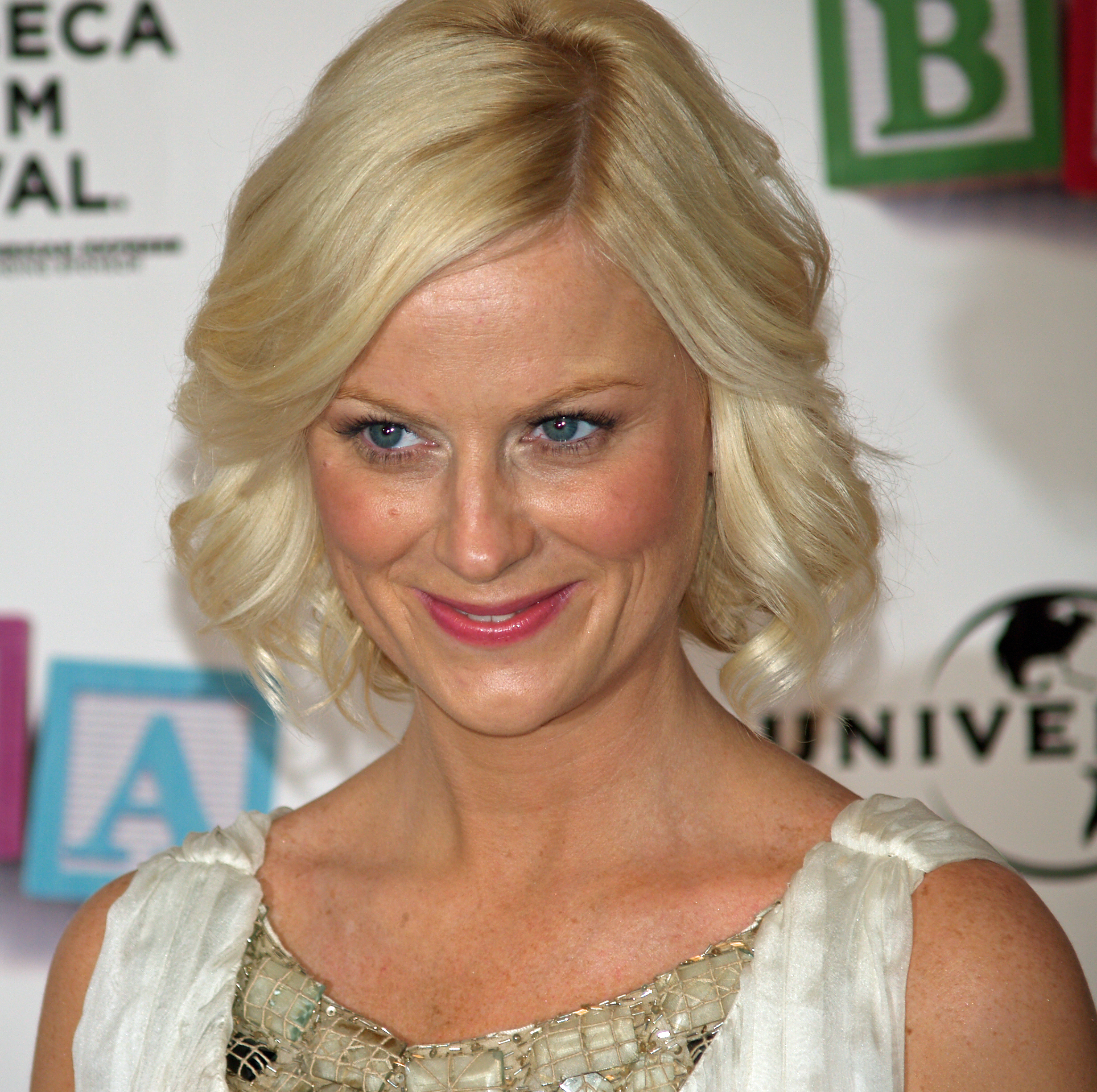
Amy Poehler alias Leslie Knope

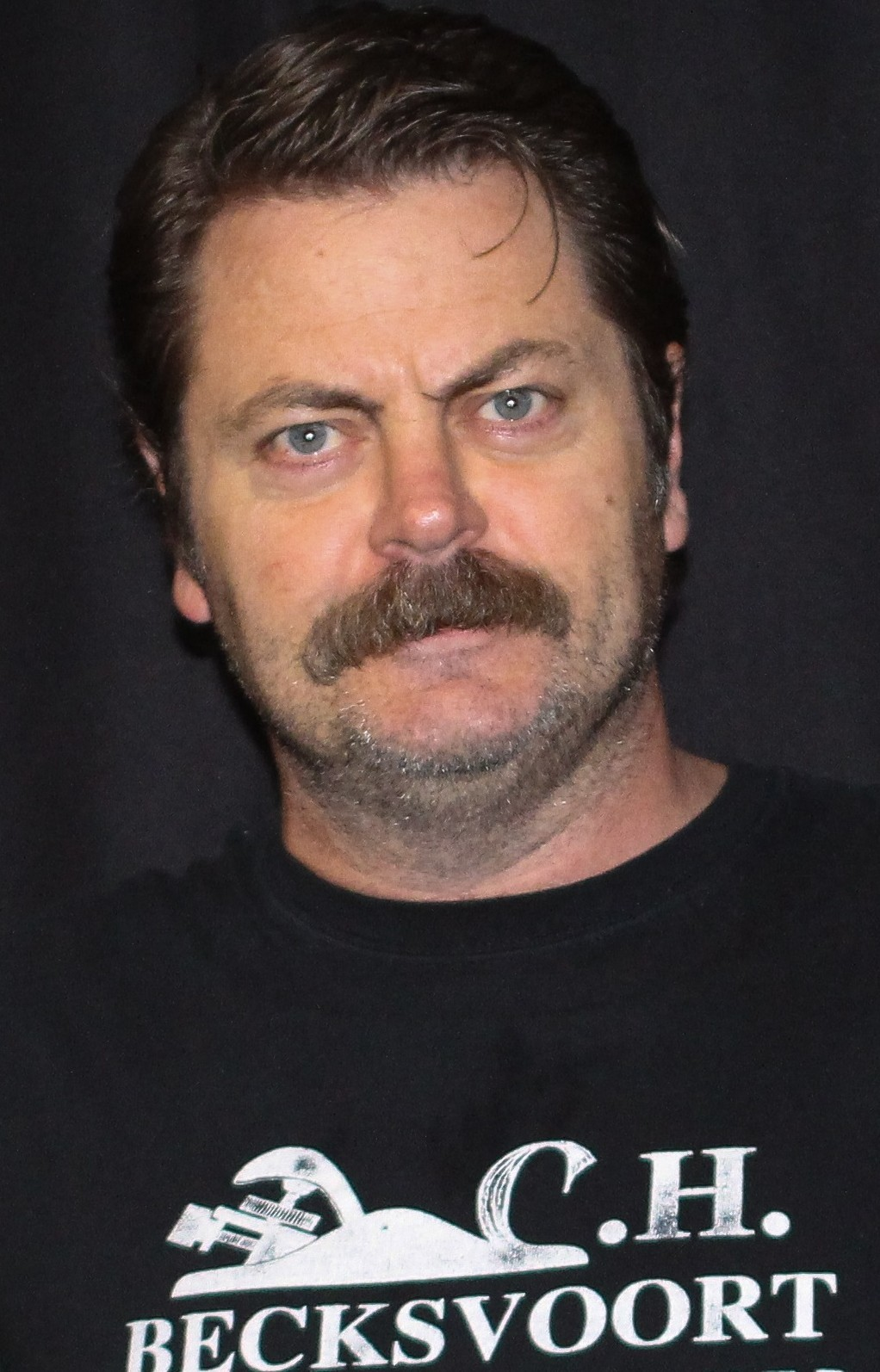
Nick Offerman spielt Ron Swanson

Leslie Knope (Amy Poehler)
ist die stellvertretende Leiterin der Parkbehörde. Sie ist eine aufgeschlossene, redselige und engagierte Frau mittleren Alters. Ihre Aufgaben nimmt sie stets deutlich ernster als all ihre Kollegen, die von ihrer motivierten Art häufig irritiert sind. So erledigt sie meist freiwillig den Großteil aller Arbeit. Während sie zu Beginn der Serie stellenweise als naiv dargestellt wird, gewinnt sie im Lauf der Show deutlich an Erfahrung. Leslie ist Anhängerin des Feminismus, sie bewundert alle Frauen, die hohe politische Positionen bekleiden, unabhängig ihrer politischen Ausrichtung. Sie selbst träumt davon, der erste weibliche Präsident der Vereinigten Staaten und somit Vorbild für Frauen in der Politik zu werden.
Ron Swanson (Nick Offerman)
ist der Direktor des Grünflächenamts. Er ist ein viriler Mann mittleren Alters, dessen beiden Leidenschaften die Holzverarbeitung auf der einen und der übermäßige Fleischkonsum auf der anderen Seite sind. Ron hat ein ruhiges Wesen, sehr trockenen Humor und verabscheut engen persönlichen Kontakt zu seinen Mitmenschen. Als überzeugter Anhänger des Libertarismus lehnt er alles staatliche Handeln rigoros ab. Er sieht seine Berufung darin, dem Steuerzahler Geld zu sparen, indem er die Aktivitäten und Ausgaben der Behörde auf ein Minimum reduziert. Dadurch kommt es oft zu Konflikten mit Leslie, zu der er sonst ein freundschaftliches Verhältnis hat. Zu den wenigen Dingen, die ihn aus der Ruhe bringen, zählen der Kontakt zu den Bürgern, die er größtenteils verabscheut, und seine zwei Exfrauen, die beide Tammy heißen. Insgeheim führt er ein Doppelleben als Jazz-Saxofonist namens Duke Silver.
Tom Haverford (Aziz Ansari)
zeigt ebenfalls wenig Interesse und Engagement bei seiner Arbeit für die Behörde und hat die Karriere bei der Stadtverwaltung nur eingeschlagen, um Kontakte für seine zahlreichen Geschäftsideen zu knüpfen, von denen aber die wenigsten über die Planungsphase hinauskommen. Er ist ein junger Mann mit indischen Wurzeln, der sehr viel Wert auf Mode legt und stets bemüht ist, das Bild des coolen Frauenhelden auszustrahlen, was jedoch oft an seiner kleinen, schmächtigen Statur scheitert.
April Ludgate (Aubrey Plaza)
ist zunächst nur Praktikantin bei der Parkbehörde, wird später jedoch als Rons Assistentin fest angestellt, um ihm sämtliche Anliegen und Termine vom Hals zu halten. Als aus amerikanischer Sicht typischer Teenager gibt sie sich sarkastisch, introvertiert und oft feindselig, ist jedoch eigentlich bedürftig nach Aufmerksamkeit. Nach einer Dreiecksbeziehung mit einem bi- und einem homosexuellen Mann ist sie ab der dritten Staffel mit Andy liiert.
Gerry „Jerry“/„Lerry“ Gergich (Jim O’Heir)
ist das älteste Mitglied im Team des Grünflächenamtes. Er ist ein konservativer, häufig unsicherer Mann gehobenen Alters, dem als Tollpatsch im Büro häufig Missgeschicke widerfahren. Dies sorgt dafür, dass er häufig Zielscheibe für Spott und Häme vonseiten seiner Kollegen ist, vor allem durch April. Er wird Jerry genannt, heißt jedoch eigentlich Gerry. Dies rührt von der Angst vor seinem ersten Chef her, der ihn unrichtig mit Jerry ansprach, und den er nicht zu korrigieren wagte. Ebenfalls wurde er bereits mit Lerry oder Terry angesprochen. Häufig beweist er großes künstlerisches Talent, was jedoch von niemandem gewürdigt wird. Gerry ist verheiratet und Vater dreier Töchter.
Donna Meagle (Retta Sirleaf)
ist eine korpulente Frau mittleren Alters und ebenfalls Mitglied im Team des Grünflächenamts. Sie ist alleinstehend und geht häufig auf Singlebörsen. Donna ist ein lebensfroher, extrovertierter Mensch und versteht sich darum gut mit Tom. Ihr größter Stolz ist ihr Mercedes-Benz ML.

### Sonstige

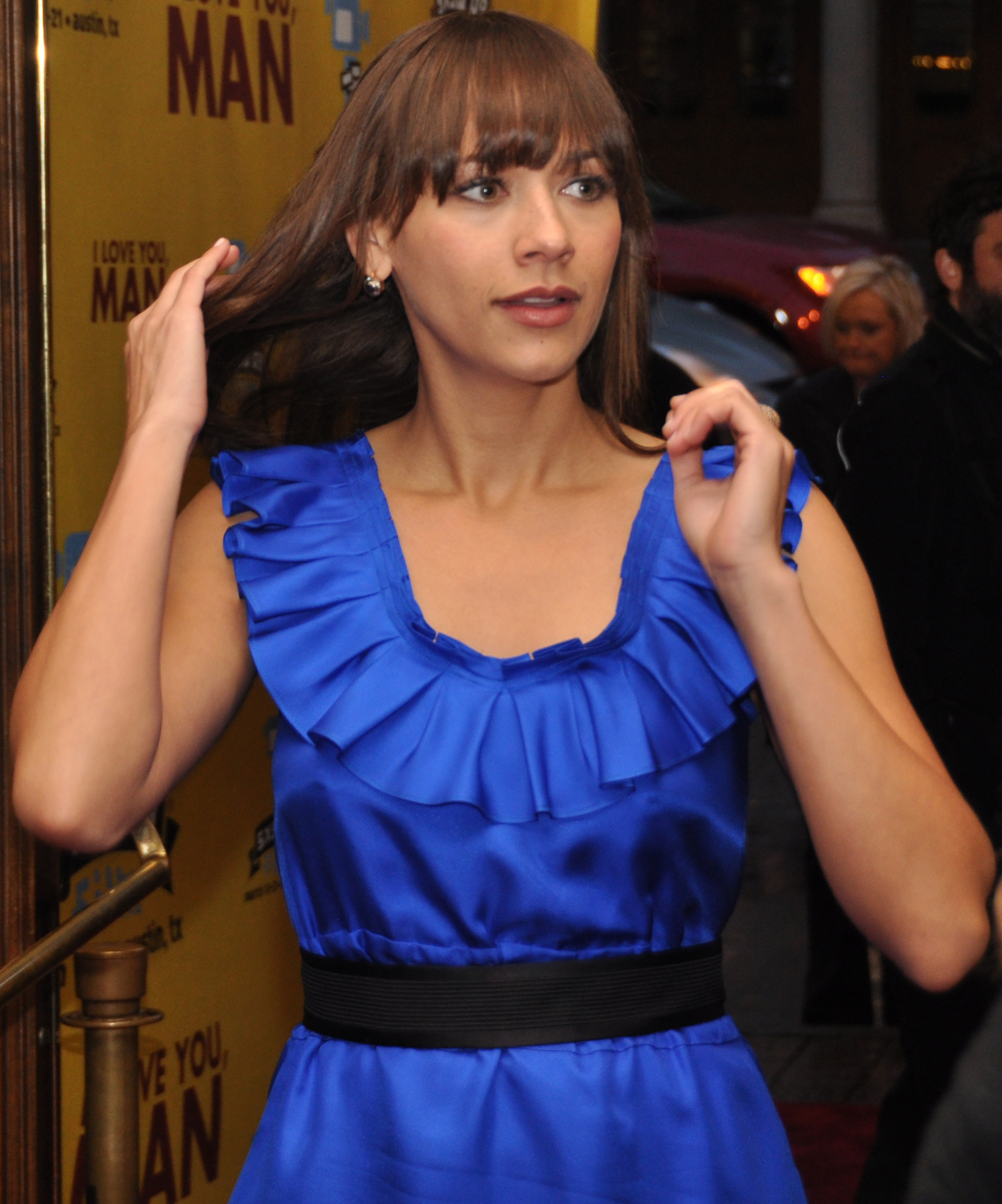
Rashida Jones ist Darstellerin der Ann Perkins

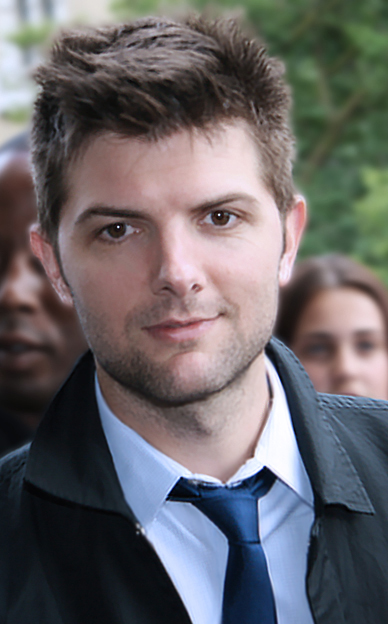
Ben Wyatt alias Adam Scott

Ann Perkins (Rashida Jones)
ist Leslies beste Freundin und ihre wichtigste Bezugsperson. Oft muss sie ihr Ratschläge geben oder vernünftig auf sie einwirken. Die beiden lernen sich in der ersten Folge kennen, als Ann sich bei einem Bürgerforum über eine Baugrube hinter ihrem Haus beschwert, die Leslie verspricht zu beseitigen. Durch dieses Projekt und die Freundschaft zu Leslie wird sie, obwohl sie eigentlich Krankenschwester ist, oft für die Arbeit der Behörde eingespannt. In der ersten Staffel ist sie in einer Beziehung mit Andy, schmeißt ihn jedoch raus, weil sie es satt hat, ihn auszuhalten. Im Lauf der Serie hat sie weitere Beziehungen mit Mark und Chris.
Andy Dwyer (Chris Pratt)
ist zu Anfang der Serie Anns nichtsnutziger Lebensgefährte. Er ist arbeitslos, wartet aber auf den Durchbruch seiner Band Mouse Rat (deren Name sich regelmäßig ändert), für die er singt und Gitarre spielt. Im Laufe der Serie bekommt er einen Job als Schuhputzer im Rathaus und geht, nachdem Ann sich von ihm getrennt hat, eine Beziehung mit April ein.
Mark Brendanawicz (Paul Schneider)
ist Stadtplaner im Rathaus von Pawnee. Nachdem er und Leslie einen One-Night-Stand hatten, hegt sie jahrelang Gefühle für ihn, was von ihm aber nicht erwidert wird. Nachdem Leslie über ihn hinweggekommen ist, geht er eine Beziehung mit Ann ein. Am Ende der zweiten Staffel nimmt er einen Job bei einer Baufirma an und kommt nicht mehr in der Serie vor.
Ben Wyatt (Adam Scott)
ist ein Wirtschaftsprüfer des Staates Indiana. Als die Stadt zahlungsunfähig ist, wird er mit Chris nach Pawnee geschickt, um den Haushalt zu sanieren. Später nimmt er eine feste Stelle im Rathaus von Pawnee an. Er ist sympathisch und kompetent, jedoch etwas verklemmt und oft unbeholfen im Umgang mit anderen Menschen, vor allem in der Öffentlichkeit. Mit 18 Jahren wurde er Bürgermeister seiner kleinen Heimatstadt, führte diese jedoch in den Bankrott und wurde nach zwei Monaten abgesetzt – eine Geschichte, die ihn oft einholt. Das Verhältnis zwischen ihm und Leslie ist anfänglich angespannt, nach kurzer Zeit überwinden sie ihre Differenzen und verlieben sich schließlich ineinander.
Chris Traeger (Rob Lowe)
ist wie Ben Wirtschaftsprüfer des Bundesstaates und soll Pawnee aus der Pleite führen. Obwohl er Bens Vorgesetzter ist, scheint er wenig Ahnung von seinem Fach zu haben und überlässt diesem die meiste Arbeit. Später wird er stellvertretend zum Leiter der Stadtverwaltung ernannt. Chris ist Gesundheitsfanatiker, er treibt sehr viel Sport, achtet penibel auf seine Ernährung und lebt in dem Glauben, 150 Jahre alt zu werden. Des Weiteren hat er ein sehr positives Wesen und behandelt alle Menschen sehr freundlich. Negative Regungen sind bei ihm äußerst selten.

### Wiederkehrende Nebenfiguren

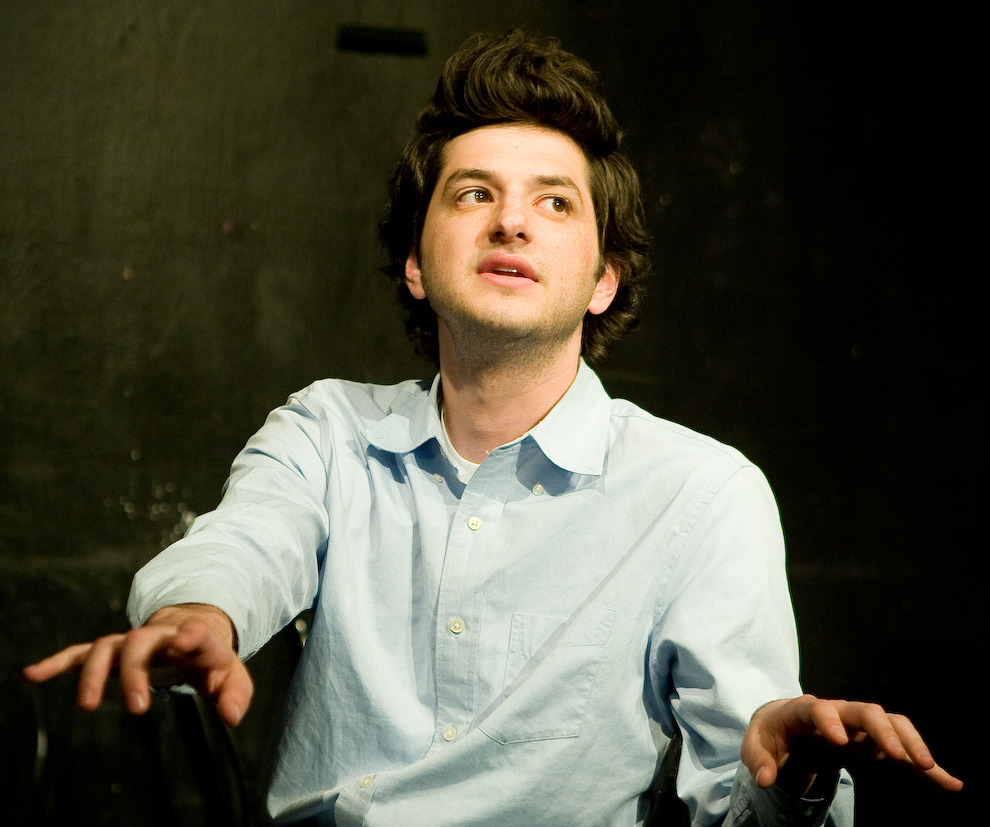
Ben Schwartz verkörpert die Rolle des Jean-Ralphio

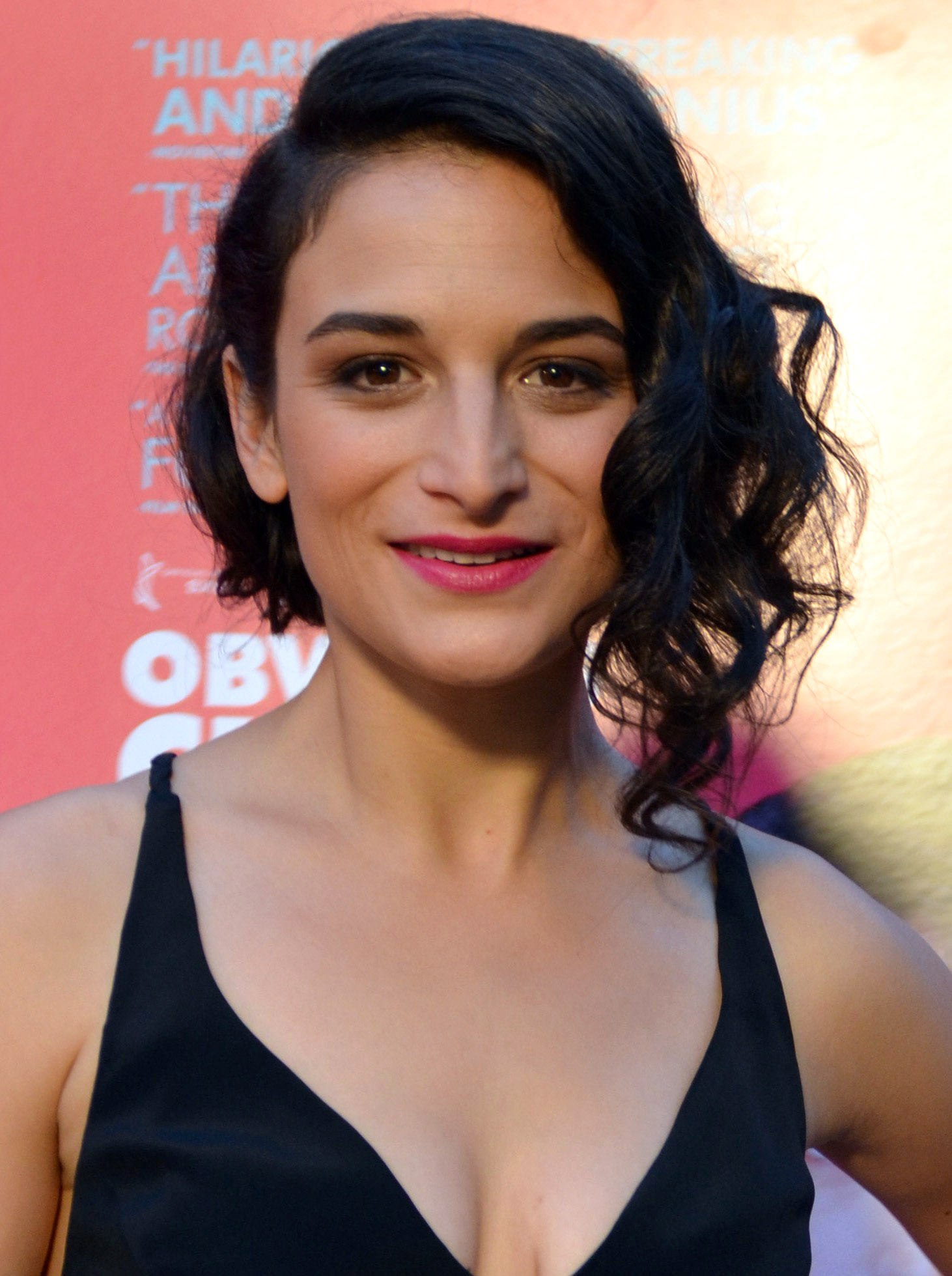
Jenny Slate alias Mona-Lisa Saperstein

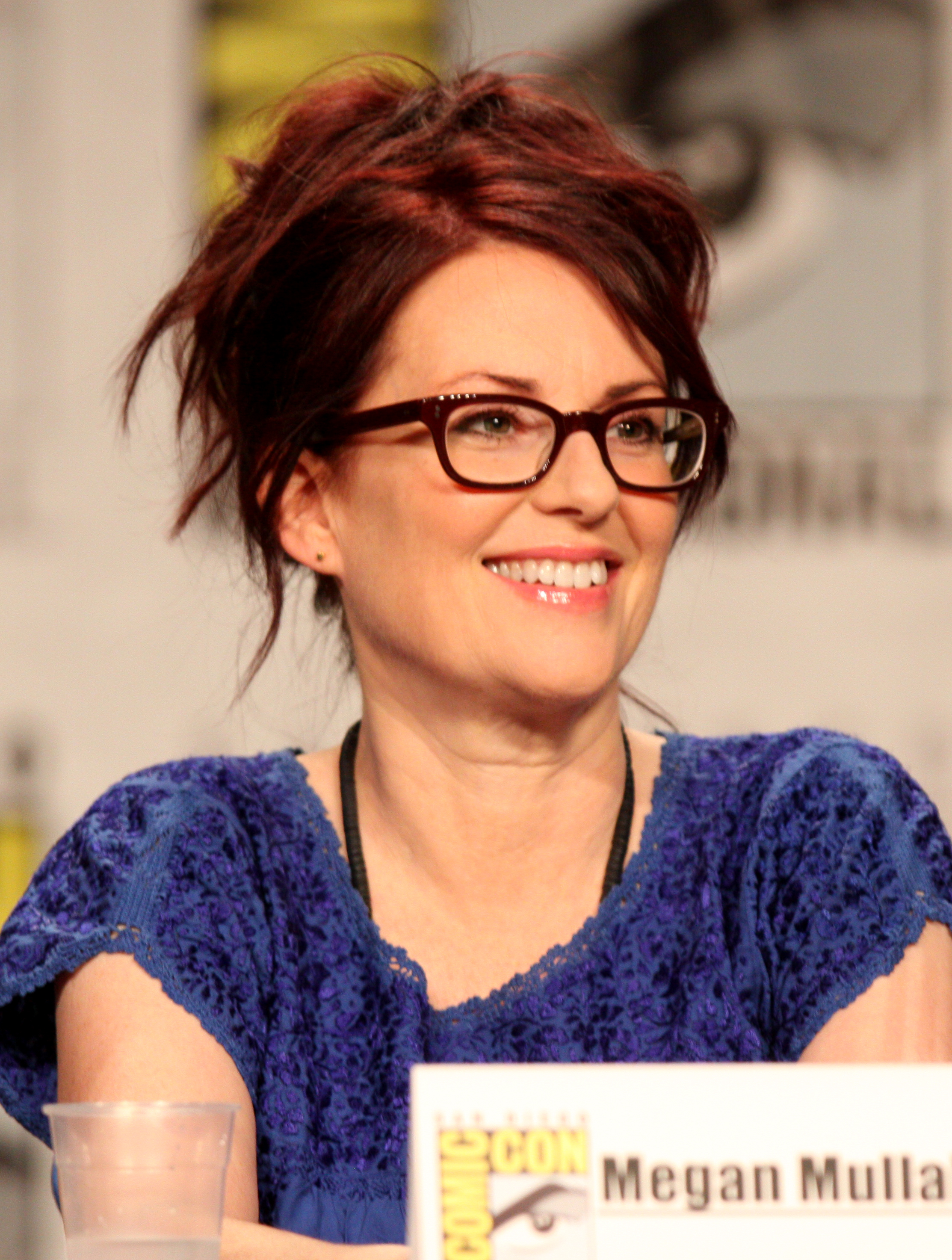
Megan Mullally spielt Tammy II

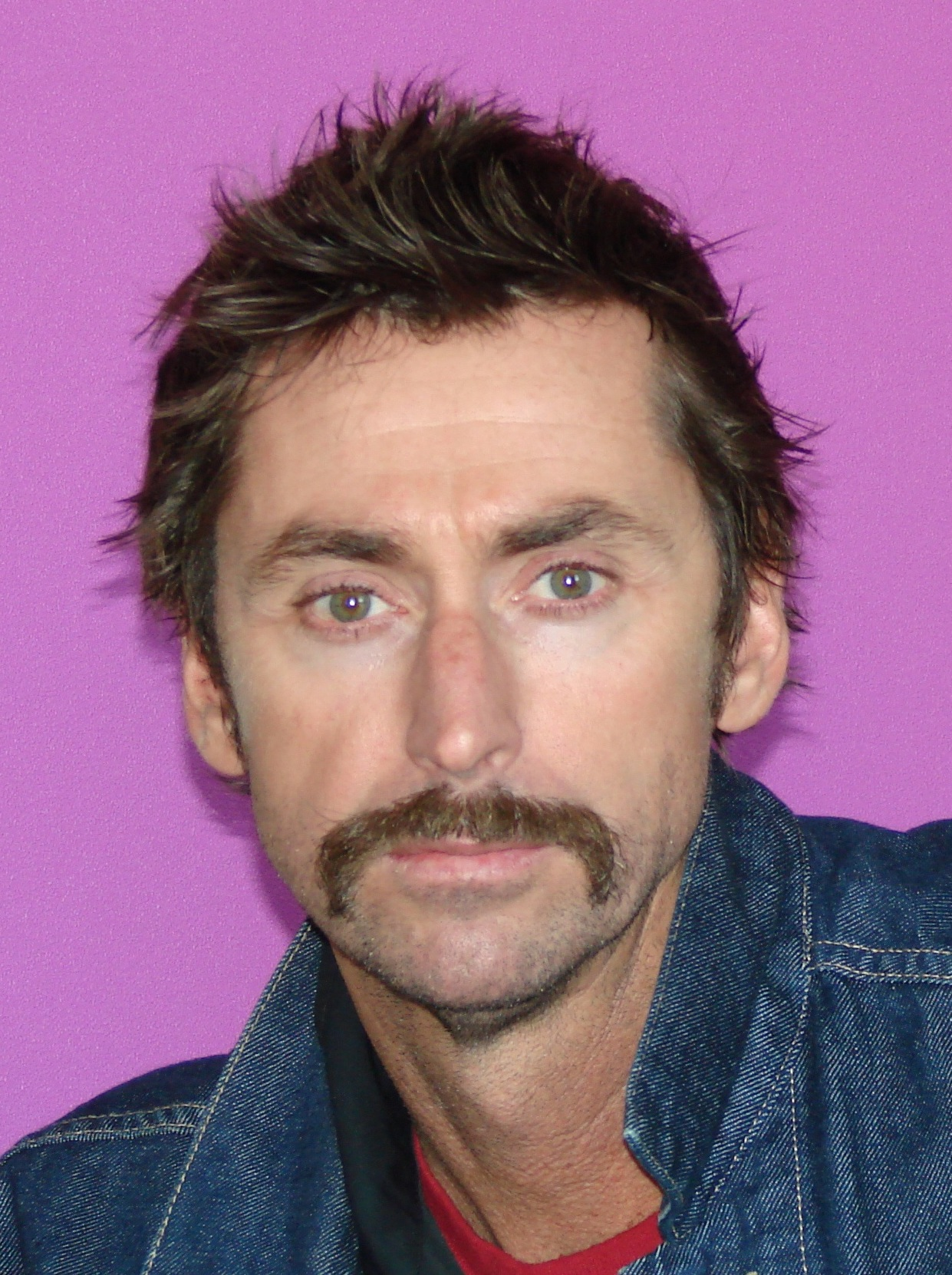
Kirk Fox spielt Abwasser-Joe

- Marlene Griggs-Knope (Pamela Reed) ist Leslies Mutter und arbeitet in der Schulbehörde der Stadt Pawnee. Sie ist eine resolute und schlagfertige Frau um die sechzig und Trägerin des behördeninternen, sogenannten Tallenson-Awards.
- Shauna Malwae-Tweep (Alison Becker) ist eine Reporterin bei der örtlichen Lokalzeitung. Leslie versucht über sie, Einfluss auf die lokale Berichterstattung zu nehmen, was jedoch nur selten gelingt.
- Jean-Ralphio Saperstein (Ben Schwartz) ist ein guter Freund von Tom. Er tritt stets äußerst dreist und unverfroren auf, rappt, singt oder ruft in unpassender Weise, wenn er mit anderen eine Konversation führt, was dazu führt, dass er von vielen als nerviger Clown wahrgenommen wird. Jean-Ralphio versteht es jedoch, aus vielen Situationen Kapital zu schlagen und ist häufig mit Tom an einer neuen Geschäftsidee beteiligt, so wie am in Konkurs gegangenen Unternehmen Entertainment 720.
- Mona-Lisa Saperstein (Jenny Slate) ist Jean-Ralphios schnippische Schwester, die ihrem Bruder in Sachen Respektlosigkeit in nichts nachsteht. In der fünften Staffel beschäftigt Tom sie in seinem Geschäft Rent-a-Swag und beginnt eine kurzzeitige Beziehung mit ihr.
- Orin (Eric Isenhower) ist ein Freund von April, der oft seltsames Verhalten zeigt. So spricht er kaum und starrt seine Mitmenschen häufig an, so dass diese sich unwohl fühlen. Wenn er mit ihnen redet, stellt er häufig äußerst düstere Fragen. Außerdem versteckt er sich oftmals.
- Tammy Swanson (Tammy I, Patricia Clarkson) ist Rons frühere Lehrerin und später seine erste Ehefrau. Sie wirkt dominant und ist um einiges älter als Ron. Nach ihrer Scheidung geht Ron ihr aus dem Weg; er verabscheut sie. Nach ihrem erneuten Auftauchen am Ende der dritten Staffel, gelingt es Ron nur mit Mühe, sich aus ihren Fängen zu befreien.
- Tammy Swanson (Tammy II, Megan Mullally) ist Rons zweite Ehefrau, von der er ebenfalls geschieden ist und die er ebenso verabscheut. Sie ist jünger als er und arbeitet in der Bibliothek von Pawnee. Sie präsentiert sich oft schrill und aufgedreht, aber auch hinterlistig. So versucht sie mehrmals, sich in Rons Leben einzumischen und ihn zurückzuerobern. Ron wird dabei sehr oft schwach, so dass sie leichtes Spiel hat. Nach einer weiteren kurzen Ehe mit ihr beendet Ron die Beziehung zu Tammy II zunächst wieder.
- Diane Lewis (Lucy Lawless) ist eine Frau mittleren Alters, die mit Ron in der fünften Staffel eine Beziehung anfängt, und später seine dritte Ehefrau wird. Die alleinerziehende Mutter von zwei Kindern ist Schuldirektorin und lernt Ron kennen, als dieser für sie vor ihrer Haustür ein Schlagloch ausbessert.
- Wendy Haverford (Jama Williamson) ist zu Beginn der Serie Toms attraktive Ehefrau. Sie ist eine aus Kanada stammende Ärztin und führt mit Tom eine Green-Card-Ehe, wie ihre Kollegen alsbald herausfinden. Obwohl Tom tatsächlich Gefühle für sie hegt, lässt sie sich nach Ablauf der erforderlichen Zeit von ihm scheiden. Später in der Serie beginnt sie eine Affäre mit Ron.
- Douglass Howser (Yvans Jourdain) ist der Vorsitzende des Stadtrats von Pawnee. Er ist ein Mann mittleren Alters. In vielen Szenen, in denen er auftritt, trifft er Leslie in äußerst peinlichen oder unpassenden Situationen an. Leslie versucht dann oftmals, das Malheur zu kaschieren, indem sie ihn in ein politisches Gespräch verwickelt.
- Jeremy Jamm (Jon Glaser) ist wie Leslie ab der fünften Staffel ebenfalls Stadtrat in Pawnee. Er praktiziert als Zahnarzt in der Stadt und ist für seine hinterlistigen Manöver bekannt. Er entpuppt sich zusehends als Leslies Gegenspieler, der sie stets in dreister Weise hintergeht und austrickst. Dieses Verhalten nennt er snobistisch „Sie wurden gejammed“.
- Joe Fantringham (Kirk Fox) ist ein zu Perversität neigender Mitarbeiter in der Abwasserbeseitigung der Stadt Pawnee. Oftmals belästigt er die weiblichen Mitarbeiter der Stadtverwaltung. So kommt es, dass Leslies Abteilung mit Abscheu auf ihn und seine Kollegen schaut und ihm den Spitznamen Abwasser-Joe gegeben hat.
- Ken Hotate (Jonathan Joss) ist indianischer Abstammung und Stammeshäuptling der Wamapoke-Indianer in Pawnee. Als solcher führt er auch die beiden in indianischem Besitz befindlichen Spielkasinos in der Stadt. Zu Leslie entwickelt er eine im Laufe der Serie entstehende, freundschaftliche Beziehung, zumal sie ihm und seiner Kultur oft mit Respekt begegnet.
- Brandi Maxxxx (Mara Marini) ist ein lokaler Star im Pornografie-Geschäft. Sie hat nach nur einem Jahr im Geschäft bereits in 200 Pornofilmen mitgewirkt. Sie tritt des Öfteren als Unterstützerin Leslies auf und solidarisiert sich mit ihr, so kandidiert sie auch für den Stadtrat. Leslie versucht sich jedes Mal von ihr zu distanzieren, da sie nicht mit Brandi in Verbindung gebracht werden will, was ihr jedoch kaum gelingt.
- Ethel Beavers (Helen Slayton-Hughes) ist eine ältliche Dame, die in der Stadtverwaltung als Stenographin arbeitet. Ab der Staffel 5 protokolliert sie unter anderem die Stadtratssitzungen, an denen Leslie teilnimmt.
- Kyle (Andy Forrest) ist ein Mitarbeiter der Stadtverwaltung von Pawnee (in Staffel 6 arbeitet er für die Anwaltsbehörde) und ist zu Beginn der Serie ein regelmäßiger Kunde an Andys Schuhputz-Stand. Er wird sowohl von Andy als auch von April stets niedergemacht und beleidigt. Doch er nimmt alles eingeschüchtert hin, ohne zu klagen. Im weiteren Verlauf der Serie wird er zunehmend auch anderen Mitarbeitern der Stadtverwaltung gemobbt.
- Perderick L. „Perd“ Hapley (Jay Jackson) ist Journalist und Moderator seiner eigenen Fernsehsendung Schon gehört? Mit Perd! auf dem lokalen Fernsehsender in Pawnee. Er ist für seinen dümmlichen Humor bekannt.
- Joan Callamezzo (Mo Collins) ist die divenhafte Moderatorin der in Pawnee bekannten Talkshow Pawnee Today. Sie fällt häufig durch Eskapaden aller Art auf, was ihrer Beliebtheit jedoch keinen Abbruch tut.
- Marcia Langman (Darlene Hunt) ist die Vorsitzende der lokalen, konservativen Gesellschaft für Familie. Sie tritt in einigen Episoden als Gegenspielerin Leslies auf und sieht stets den Wert der Familie in der Gesellschaft bedroht.
- Li’l Sebastian ist ein Minipferd und seit seinem ersten Auftritt auf dem Pawneer Erntedankfest im Jahre 1987 unter den Bewohnern der Stadt ein Star. Sein überdimensioniertes Geschlechtsteil wird in der Serie stets verpixelt. Nach dem Tod des Pferds am Ende der dritten Staffel organisiert Leslie eine Abschiedszeremonie. Andy widmet ihm sein Lied 5000 Candles in the wind.

## Besetzung und Synchronisation
Die deutsche Sprachfassung entsteht bei der VSI Berlin GmbH in Berlin. Für Dialogregie ist Dorette Hugo und für das Dialogbuch Regina Kette verantwortlich.
| Rollenname        | Schauspieler/in | Hauptrolle | Nebenrolle           | Synchronsprecher/in                                      |
| ----------------- | --------------- | ---------- | -------------------- | -------------------------------------------------------- |
| Leslie Knope      | Amy Poehler     | 1.01–7.13  |                      | Maud Ackermann (Staffel 1–3) Dorette Hugo (Ab Staffel 4) |
| Ann Perkins       | Rashida Jones   | 1.01–6.13  | 6.17, 7.12–7.13      | Vera Teltz                                               |
| Tom Haverford     | Aziz Ansari     | 1.01–7.13  |                      | Dirk Petrick                                             |
| Ron Swanson       | Nick Offerman   | 1.01–7.13  |                      | Matthias Klie                                            |
| April Ludgate     | Aubrey Plaza    | 1.01–7.13  |                      | Anne Helm                                                |
| Mark Brendanawicz | Paul Schneider  | 1.01–2.24  |                      | Markus Pfeiffer                                          |
| Andy Dwyer        | Chris Pratt     | 2.01–7.13  | 1.01–1.06            | Tim Knauer                                               |
| Jerry Gergich     | Jim O’Heir      | 3.01–7.13  | 1.01–2.24            | Frank Ciazynski                                          |
| Donna Meagle      | Retta Sirleaf   | 3.01–7.13  | 1.01–2.24            | Almut Zydra                                              |
| Ben Wyatt         | Adam Scott      | 3.01–7.13  | 2.23–2.24            | Alexander Doering                                        |
| Chris Traeger     | Rob Lowe        | 3.01–6.13  | 2.23–2.24, 7.12–7.13 | Florian Halm                                             |

## Hintergrund
- Für Außenaufnahmen des Rathauses wurde das Rathaus von Pasadena, Kalifornien, verwendet.
- Daniels und Schur planten ursprünglich einen Ableger der Serie „Das Büro“ (The Office), für die beide schon als Autoren tätig waren, entschieden sich jedoch schließlich für eine eigenständige Serie. Dennoch teilen sich „Das Büro“ und „Parks and Recreation“ den Mockumentary-Stil.

## Auszeichnungen (Auswahl)
Golden Globe
* 2012: Nominierung in der Kategorie Beste Serien-Hauptdarstellerin in einer Komödie oder Musical für Amy Poehler
- 2013: Nominierung in der Kategorie Beste Serien-Hauptdarstellerin in einer Komödie oder Musical für Amy Poehler
- 2014: Auszeichnung in der Kategorie Beste Serien-Hauptdarstellerin in einer Komödie oder Musical für Amy Poehler

Emmy
* 2010: Nominierung in der Kategorie Beste Hauptdarstellerin in einer Comedyserie für Amy Poehler
- 2010: Nominierung in der Kategorie Beste Titelmusik für Gaby Moreno und Vincent Jones
- 2011: Nominierung in der Kategorie Beste Hauptdarstellerin in einer Comedyserie für Amy Poehler
- 2011: Nominierung in der Kategorie Beste Comedyserie
- 2012: Nominierung in der Kategorie Beste Hauptdarstellerin in einer Comedyserie für Amy Poehler

Critics’ Choice Television Award
* 2011: Nominierung in der Kategorie Beste Comedyserie
- 2011: Nominierung in der Kategorie Beste Hauptdarstellerin in einer Comedyserie für Amy Poehler
- 2011: Nominierung in der Kategorie Bester Nebendarsteller in einer Comedyserie für Nick Offerman
- 2012: Auszeichnung in der Kategorie Beste Hauptdarstellerin in einer Comedyserie für Amy Poehler
- 2012: Auszeichnung in der Kategorie Beste Gastrolle in einer Comedyserie für Paul Rudd
- 2012: Nominierung in der Kategorie Beste Comedyserie
- 2012: Nominierung in der Kategorie Bester Nebendarsteller in einer Comedyserie für Nick Offerman
- 2012: Nominierung in der Kategorie Beste Gastrolle in einer Comedyserie für Kathryn Hahn

## DVD-Veröffentlichungen
Deutschland
- Staffel 1 erschien am 14. Februar 2013

Vereinigte Staaten
- Staffel 1 erschien am 8. September 2009
- Staffel 2 erschien am 30. November 2010
- Staffel 3 erschien am 6. September 2011

Australien
- Staffel 1 erschien am 3. März 2010
- Staffel 2 erschien am 2. März 2011
- Staffel 3 erschien am 7. März 2012